# Lavasciuga pavimenti

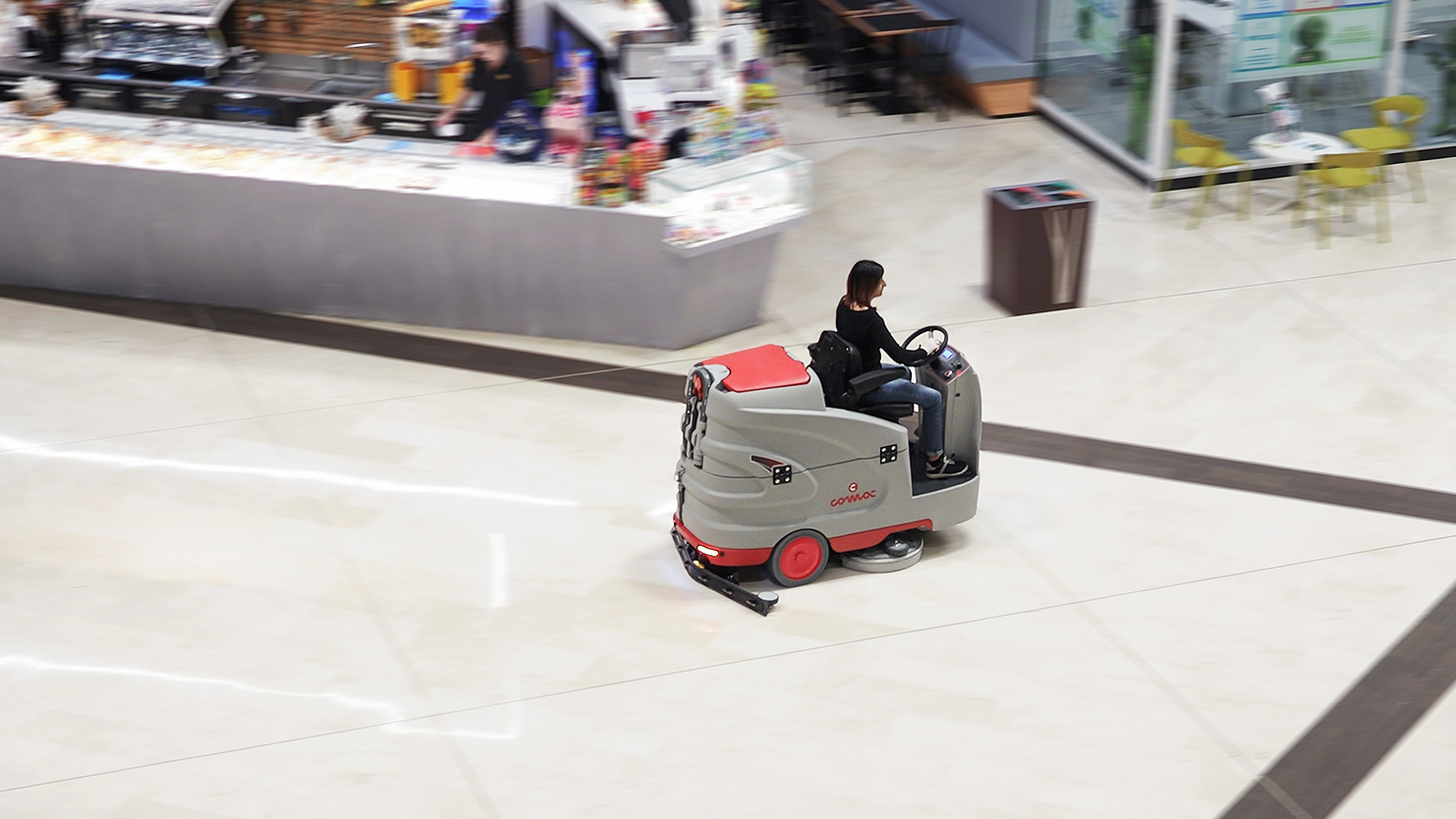
Lavasciuga pavimenti uomo a bordo

Una lavasciuga pavimenti è una macchina utilizzata per la pulizia dei pavimenti che permette di lavare e asciugare il pavimento in un'unica passata.

## Tipi di lavasciuga pavimenti
Considerando l’ampia offerta nel mercato delle attrezzature per la pulizia professionale, la prima grande distinzione da fare è la differenza tra lavasciuga uomo a terra e lavasciuga uomo a bordo. Le prime lavorano condotte dall'operatore con i piedi a terra, mentre le uomo a bordo prevedono che l'operatore salga a bordo per poterle utilizzare.
Successivamente, è importante specificare l’alimentazione, infatti, tra le diverse versioni esistono lavasciuga pavimenti elettriche o a batteria. Inoltre, le lavasciuga pavimenti possono essere contraddistinte dai diversi tipi di basamento lavante di cui possono essere dotate: sul mercato ci sono lavasciuga pavimenti con basamento a disco, cilindrico o orbitale.

### Tipi di basamenti delle lavasciuga pavimenti
Esistono tre tipi di basamento lavante per le lavasciuga pavimenti:
- Basamento a disco con una, due o più spazzole a disco
- Basamento cilindrico con una o due spazzole cilindriche
- Basamento orbitale dotato di pad con forma rettangolare o rotonda

## Applicazioni
Le lavasciuga pavimenti sono indicate per il lavaggio e l'asciugatura di pavimenti interni, ma è possibile anche pulire superfici esterne regolari e non abrasive. L'impiego principale è per la pulizia di manutenzione periodica ma possono essere utilizzate anche per la pulizia di fondo o straordinaria.